# Mosteiro da Castanheira
Mosteiro da Castanheira é uma aldeia trasmontana situada no concelho de Chaves, na freguesia de Sanfins.
Sua festa anual realiza-se sempre no primeiro sábado de Agosto, e é em honra do Divino Salvador.
Existe nesta aldeia uma casa muito antiga pertencente há muitos anos a uma família muito rica dos arredores de Mirandela. Essa casa tem também uma capela onde está sepultado um morgado que viveu naquela casa.
Nesta aldeia existe também uma quinta com cerca de vinte hectares toda murada de granito em porpianho com cerca de dois quilómetros de perímetro, que se denomina como Quinta do Moinho mas que é conhecida nas localidades vizinhas como o Casal, pertencente à família Coroado.